# Ляпино (Юкаменський район)
Ля́пино (рос. Ляпино) — присілок у складі Юкаменського району Удмуртії, Росія.
Населення — 58 осіб (2010; 80 в 2002).
Національний склад (2002):
- удмурти — 83 %